# Rick Tubbax

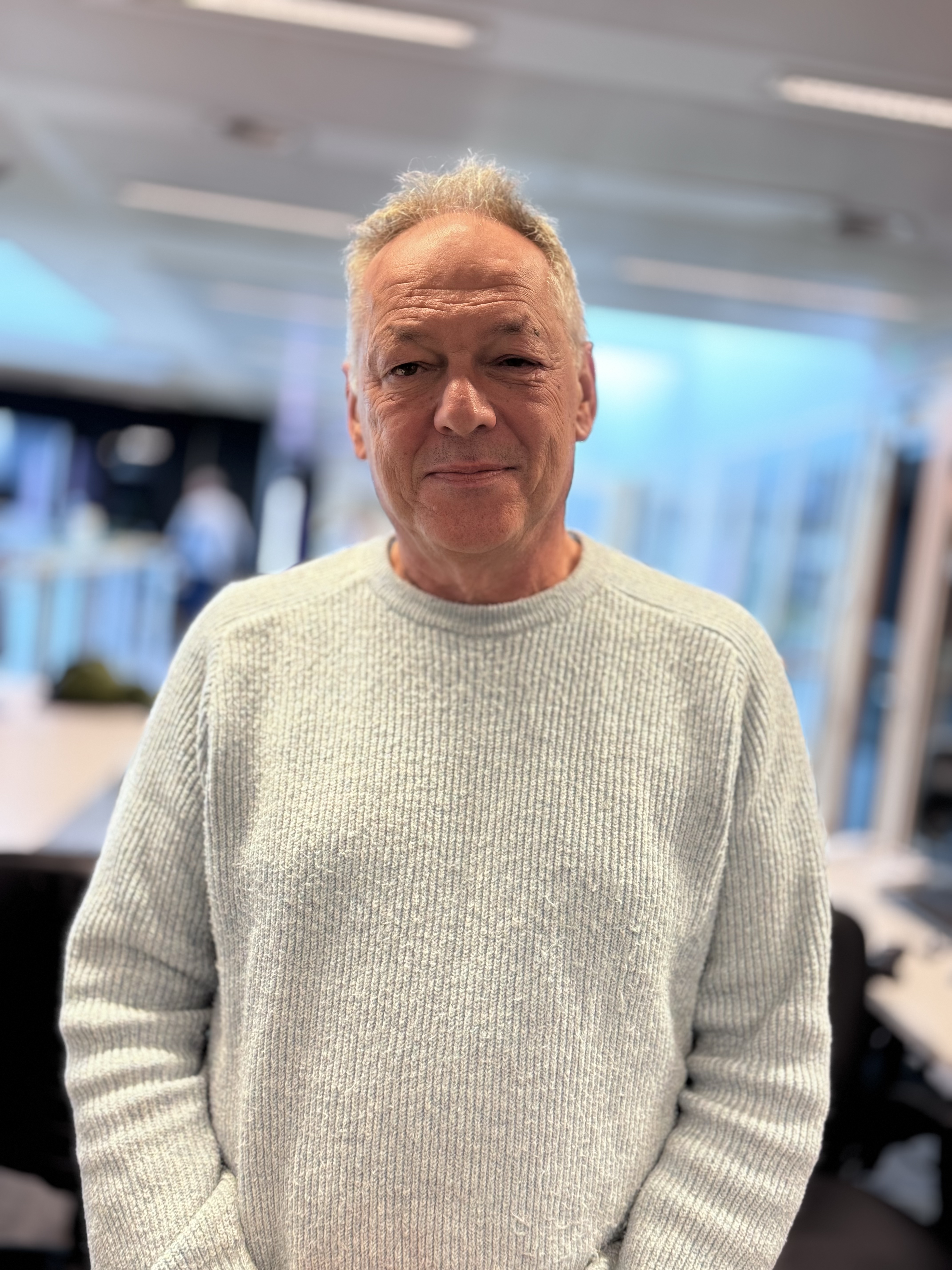

Rick Tubbax (Kananga (Congo), 15 oktober 1959) is een Belgische manager van muzikanten en tv-persoonlijkheden, eerder ook bekend als zanger en frontman van Rick Tubbax & The Taxi's.
Hij was van 1975 tot 1983 actief als zanger en muzikant, bij de bands The Lefthanded Bodyguard And His Funeral Band en Rick Tubbax & The Taxi's.
In 1983 werd hij muziekjournalist bij Humo, waar hij in 1990 de Humo's Rock Rally organiseerde. Daar leerde hij Hugo Matthysen kennen, en werd zijn manager. Hierna deed hij ook het management van de muziekgroepen K's Choice, Pop in Wonderland, De Kreuners, The Radio's en Clement Peerens Explosition.
Later begon Tubbax ook met het management van tv-persoonlijkheden. Onder andere Bart Peeters, Bart De Pauw, Ben Crabbé, Bruno Wyndaele, Dina Tersago, Steven Van Herreweghe, Bart Schols, Sofie Lemaire en Lieven Scheire lieten zich door hem vertegenwoordigen.